# Quemedice enigmaticus
Quemedice enigmaticus là một loài nhện trong họ Sparassidae.
Loài này thuộc chi Quemedice. Quemedice enigmaticus được Cândido Firmino de Mello-Leitão miêu tả năm 1942.